# Kurt von Stutterheim
Kurt von Stutterheim (* 5. März 1888 in Ahorn; † 7. Juli 1978 in Vevey) war ein deutscher Journalist und Autor. 

## Leben
Kurt von Stutterheim wurde 1888 in Ahorn bei Coburg als Sohn von Richard von Stutterheim und Olga von Stutterheim, gebürtige Baggehufwudt, geboren. Von 1898 bis 1907 besuchte er das Gymnasium Casimirianum in Coburg. 1907 nahm er das Studium der Philologie in Heidelberg auf. Nach einer langen Reise nach Italien und Russland und besuchte er ab 1909 die Universität München. 1912 wechselte Stutterheim an die Universität Tübingen, wo er Germanistik, Philosophie und Neuere Geschichte studierte. Zwei Jahre später promovierte er in Tübingen mit einer Arbeit über „Wilhelm Hertz als Lyriker“ zum Dr. phil. 1914 schrieb er sich an der rechtswissenschaftlichen Fakultät in Straßburg ein. Für den Militärdienst untauglich eingestuft, arbeitete er während des Ersten Weltkriegs in der Zivilverwaltung in Straßburg.
Im Jahr 1919 trat Stutterheim in die Redaktion des Berliner Tageblatts ein und ging als Korrespondent in die durch Truppen der Siegermächte besetzten Gebiete am Rhein. 1920 wechselte er als Englandkorrespondent nach London und heiratete 1929 Cynthia Maud Beckett, Tochter von Sir William Gervase Beckett aus Yorkshire und Schwester von Beatrice Beckett, die mit dem Politiker Anthony Eden verheiratet war. 1931 wechselte er als Italienkorrespondent nach Rom.
1933 übernahm Stutterheim für einige Monate in Berlin das außenpolitische Ressort des Berliner Tageblatts und kehrte danach als Korrespondent nach London zurück. Dort setzte er sich für eine Verbesserung der deutsch-britischen Beziehungen ein und schrieb 1937 eine Studie mit dem Titel „England heute und morgen“.
Nachdem der Chefredakteur des Berliner Tageblatts Paul Scheffer sich 1936 von der Leitung der Zeitung zurückgezogen hatte, beendete Stutterheim seine Mitarbeit und ging 1937 auf eine mehrjährige Weltreise. Er schrieb in der Folge für die Deutsche Allgemeine Zeitung und besuchte unter anderem Südafrika, Kanada und Australien. Bei Ausbruch des Zweiten Weltkrieges befand er sich in Australien und wurde dort interniert. Nach Kriegsende wurde er Dozent für deutsche Sprache und Geschichte an den Universitäten in Armidale und Sydney.
1952 ließ sich Stutterheim von seiner ersten Frau scheiden. Er zog in die Schweiz nach Vevey und heiratete dort 1953 Luise-Henriette Margarete von Bernstorff, eine Schwester von Albrecht Graf von Bernstorff. Albrecht Graf von Bernstorff besaß in Vevey ein Haus.  Stutterheim hatte ihn in den 1920er Jahren in London kennengelernt und veröffentlichte 1962 eine Biographie über den Diplomaten und Widerstandskämpfer gegen den Nationalsozialismus.

## Werke
- Die englische Presse von ihren Anfängen bis zur Gegenwart. Duncker, Berlin 1933.
- England heute und morgen. Herbig, Berlin 1937.
- Australien. Herbig, Berlin 1949.
- Die Majestät des Gewissens. In memoriam Albrecht Bernstorff. Vorwort Theodor Heuss. Christians, Hamburg 1962.